# Paulo Guedes (compositor)
Paulo Luís Vianna Guedes (Porto Alegre, 14 de novembro de 1916 — Torres, 24 de fevereiro de 1969) foi um professor universitário, médico psiquiatra e compositor brasileiro.
Paulo Guedes fez parte do primeiro grupo de médicos que iniciou a formação psicanalítica em Porto Alegre, tornando-se um dos fundadores da Sociedade Psicanalítica de Porto Alegre. Foi várias vezes paraninfo e homenageado das turmas que se formaram no Instituto de Artes da Universidade Federal do Rio Grande do Sul (1951, 1954, 1958, 1960, 1961) e na Faculdade de Medicina da mesma universidade (1951). Faleceu na Praia de Torres, no município de Torres, em 24 de fevereiro de 1969. Filho de Luis José Guedes (médico e primeiro catedrático concursado de Psiquiatria do RS) e Regina Vianna Guedes.

## Trajetória como músico e médico
Formou-se em violino com o professor Oscar Simm, na Escola de Belas Artes de Porto Alegre, em 1934, tendo iniciado o curso provavelmente em 1928. Também era um excelente pianista.
Nesta época teve aulas particulares de composição, esporádicas e por pouco tempo, com o professor Ênio de Freitas e Castro. Estas foram as únicas aulas de composição que teve durante toda a sua vida. Logo após formar-se em música entrou no curso de medicina dando ênfase à psiquiatria, no qual formou-se em 1939, tendo casado-se com Zuleika Rosa Guedes no dia seguinte de sua formatura. Paulo a conheceu após formar-se em violino. Em 1936, dois anos após formar-se em música e já cursando medicina, foi convidado para dar aulas de História da Música na Escola de Belas Artes. Nesta época também tocava na Rádio Farroupilha, para conseguir alguma renda além da que recebia como professor no Belas Artes.
A partir de 1945 afastou-se completamente das apresentações públicas, reservando-se somente ao magistério musical. Paulo foi convidado para ser assistente de seu pai, para lecionar na faculdade de psiquiatria. Depois de alguns anos, já após a Escola de Belas Artes ter sido encampada pela URGS, baixou-se uma lei que proibia que a mesma pessoa lecionasse cadeiras dentro da universidade que não tivessem correlação de matérias. Como Paulo Guedes lecionava História da Música, Música de Câmara (nunca lecionou violino), e cadeiras relacionadas à psiquiatria, em alguns casos não havia a correlação, por este motivo teve que largar as cadeiras do já Instituto de Artes optando pela psiquiatria, tendo indicado Panho para Música de Câmara. Lecionou por cerca de 30 anos na Escola de Artes.
Dos cem anos da faculdade de psiquiatria, cinqüenta anos estiveram sob o gerenciamento dos Guedes, pai e filho [Paulo]. Quando formou-se em medicina, optou seguir a profissão de médico psiquiatra, seguindo a tradição de seu pai, deixando a música para os momentos em que tinha tempo.
Paulo Guedes e sua esposa Zuleika Rosa Guedes conheceram em 1940 Mozart Camargo Guarnieri, com o qual Paulo recebia influência e muitos conselhos para sua obra. Zuleika é pianista, tendo entrado na Escola de Belas Artes em 1938. Ela realizou diversos recitais pelo Brasil junto com Guarnieri. Nutriram uma grande amizade com Guarnieri. Faziam sarais musicais na casa de Paulo e Zuleika, reunindo vários amigos, entre eles Guarnieri.
Formou um quarteto de cordas entre ~1954 e ~1969, no qual tocava viola, pois dois amigos estrangeiros (Francisco Montuori, italiano de Trieste e José Salansky, húngaro) tocavam violino, e Jean Jacques Pagnot no violoncelo. Também escreveu poesias, havendo uma obra compilada por seu filho, não publicada, e peças de teatro.

## Relação de composições

### Piano
- 1939 Suite infantil: Crianças brincando; Corrupio; Acalanto. porto Alegre - Edições Associação Rio-Grandense de música.
- 1940 Noturno. In: Álbum musical; composições de autores rio-grandenses-do-sul. Porto Alegre, Departamento Central de Organização do Bi-Centenário de Porto Alegre, 1940. p. 23-5.
- s.d. Quatro esboços brasileiros: Chorinho (invenção a duas partes ); Cantiga; Toada; Dança (sobre um tema popular) manuscrito.
- s.d. Valsa para Piano.
- s.d. Caixinha de Música.

### Canto e piano
- 1941 Cantiga de amor. - Texto: Fernando Guedes manuscrito.
- 1947 Modinha. - Texto: Carlos Drummond de Andrade manuscrito.
- s.d. Trovas. - Texto: Ovídio Chaves manuscrito.

### Coro
- 1957 Três canções para Madeleine. a) Moda da moça muda. Texto: Paulo Guedes b) Modinha. Texto: Antonio Messias c) Menina dos óio grande. Texto: Antonio Messias· SABT manuscrito Estreia: Porto Alegre, 1958 - Coral de Câmara da Faculdade de Filosofia da Universidade do Rio Grande do Sul. Regente: Madeleine Ruffier.
- 1965 Brinquedo de roda (sobre temas infantis) manuscrito.

### Violão
- s.d. Chaconne para dois Violões. manuscrito.

### Orquestra de cordas, flauta e violão
- s.d. Três Peças em Caráter Popular, para flauta, violão e orquestra de cordas: Ponteio; Seresta; Dança. manuscrito.
- Gravação: 2000 - Orquestra de Câmara Sesi Fundarte Regente: Antônio Carlos Borges Cunha Nesta obra utiliza-se uma flauta e um violão como solistas. O violão é um instrumento pelo qual ele tinha uma particular afeição e no qual, como executante, cultivou largamente a música popular brasileira.

### Orquestra
- s.d. Suite para orquestra Chorinho, Toada, Dança. A suíte para orquestra é uma transcrição do próprio autor dos "Quatro esboços brasileiros" para piano. Data do 1945 e se compõe dos seguintes números: Chorinho, escrito em puro estilo contrapontístico sob um tema de caráter coreográfico, requebrado, como está indicado na partitura. Tem bem nítida a feição da música dos nossos conjuntos populares denominados "choros". A cantiga, de caráter profundamente íntimo e nostálgico, é o momento mais emocionante de toda a suíte. O oboé, logo seguido pela clarineta, enuncia um tema largo e de grande riqueza de inventiva melodia. A toada é, das quatro peças, a que reflete bem o caráter da música gaúcha. Já mais dolente e preguiçoso, como também nas terças que constituem o acompanhamento do canto, estamos em presença da vês das nossas gaitas do interior do Rio Grande do Sul. A suíte termina com uma dança que, pelo seu ritmo, é bem um samba. De toda a suíte, é a única peça que utiliza diretamente um tema popular. Este tema, é anunciado no final da obra.

Obs.: Muitas das obras listadas acima já foram publicadas pela Goldberg Edições Musicais, de Porto Alegre.

## Concerto em homenagem a Paulo Guedes
Por ocasião do falecimento de Paulo Guedes, foi realizado um concerto em sua homenagem no Theatro São Pedro, em Porto Alegre.

## Discografia
Ainda hoje há poucas gravações das obras deste compositor. Foram identificadas duas gravações. Há uma gravação dos Quatro Esboços Brasileiros, por Miguel Proença e também a gravação pela Orquestra SESI/Fundarte das Três Peças em Caráter Popular, para flauta, violão e orquestra de cordas, com o flautista João Batista Sartor e o violonista Daltro Keenan Jr., e a regência de Antônio Carlos Borges Cunha.